# Pařížanka (Renoir)
Pařížanka (francouzsky La Parisienne) je olejomalba francouzského malíře Augusta Renoira z roku 1874, která je nyní vystavena v Národním muzeu v Cardiffu. Dílo, které bylo jedním ze sedmi, jež Renoir představil na první výstavě impresionistů v roce 1874, je často označováno jako Dáma v modrém (francouzsky La Dame en Bleu) a je jedním z ústředních děl umělecké sbírky muzea.
Pařížanka je olejomalba na plátně z roku 1874, signovaná a datovaná přímo jeho autorem. Zobrazuje mladou ženu v dlouhých vrstvených šatech nápadné tmavě modré barvy, s tváří obrácenou k divákovi, jak si nasazuje rukavice. Původně měl obraz jako pozadí dveře v levém horním rohu a závěs v pravém horním rohu, ty však Renoir ještě před jeho prvním vystavením dodatečně přemaloval. Ústřední postava se tak téměř vznáší v neutrálním prostoru, nezatíženém detaily.
Nepopisné pozadí v modré, fialové a žlutošedé barvě výrazně přispívá k výslednému vzhledu díla. Barva na pozadí je mnohem řidší a volněji nanášená štětcem než detailnější a vrstevnatější ústřední postava. Práce s vlasy proti klobouku, náušnicemi a nad náušnicemi, stejně jako horními řasami, byly zřejmě přidány až poté, co obraz dostal vrstvu laku.

## Odezva kritiků
Když byl obraz v roce 1874 poprvé vystaven pod názvem Pařížanka, dočkal se stejně jako většina ostatních tehdy vystavených děl smíšeného hodnocení, i když většina kritiků se o něm alespoň letmo zmínila. Francouzský kritik Ernest Chesneau jej označil za „propadák“. Jean Prouvaire z listu Le Rappel vyjádřil ve vztahu k obrazu své smíšené pocity:
| „ | „Špička její kotníkové boty je téměř neviditelná a vykukuje jako malá černá myška. Klobouk má nakloněný přes jedno ucho a odvážně koketuje. Její šaty neodhalují dostatečně její tělo. Není nic otravnějšího než uzamčené dveře. Je ten obraz portrét? Je třeba se toho obávat. Úsměv je falešný a tvář je silnou směsicí starého a dětského. Přesto je v ní cosi naivního. Člověk má dojem, že se tato dámička usilovně snaží vypadat cudně. Šaty, které jsou mimořádně dobře namalované, mají nebesky modrou barvu“. | “ |

V roce 1898, tedy v době, kdy byl obraz ve sbírce Henriho Rouarta, popsal malíř Paul Signac obraz Pařížanka takto:
| „ | „... velký obraz ženy v modrém, který namaloval Renoir v roce 1874. Šaty jsou modré, čistě sytě modré. V kontrastu s nimi vypadá ženina pleť nažloutlá a vlivem odrazu zelená. Interakce mezi barvami je zachycena obdivuhodně. Je to jednoduché, svěží a krásné. Obraz byl namalován před dvaceti lety, ale člověk by si myslel, že zrovna dorazil přímo z ateliéru“. | “ |

Od roku 1952, kdy se stal součástí sbírky waleského Národního muzea v Cardiffu, se Pařížanka stala důležitou součástí muzejní sbírky. Ann Sumnerová jej ve své publikaci Colour and Light (Barva a světlo) z roku 2005 popisuje jako "nejslavnější obraz v Národním muzeu", zatímco cardiffské muzeum uvádí, že „obraz je považován za jeden z jejich nejoblíbenějších exponátů“.

## Historie
Obraz Pařížanka byl dokončen v roce 1874 a poprvé byl spolu s dalšími pěti olejomalbami a jedním Renoirovým pastelem vystaven v dubnu téhož roku v Nadarově ateliéru na první výstavě impresionistů. V ateliéru byla vystavena také díla Moneta, Cézanna, Pissarra, Sisleyho a dalších předních představitelů rodícího se uměleckého hnutí.
Modelem pro obraz byla francouzská herečka Henrietta Henriotová (1857–1944), které bylo v době jeho vzniku šestnáct let. V roce 1874 byla Henriotová ještě neznámá, později se však proslavila účinkováním v Théâtre de l'Odéon a hraním v představeních Théâtre Libre Andrého Antoina. Henriotová seděla modelem pro nejméně jedenáct dalších Renoirových obrazů, včetně obrazu La Source (1875).
Obraz Pařížanka (La Parisienne) byl zakoupen hned v roce svého prvního vystavení v roce 1874. Sběratel umění a kolega impresionista Henri Rouart zaplatil Renoirovi za obraz 1500 francouzských franků a pověsil si jej ve svém domě na Rue de Lisbonne v Paříži. Rouart obraz zapůjčil na pařížskou výstavu v roce 1892, kde byl vystaven pod názvem La Dame en Bleu. Když Rouart počátkem roku 1912 zemřel, byla jeho sbírka rozdělena a vydražena. Obraz Pařížanka byl prodán v Paříži v prosinci 1912, kde jej společně zakoupili Paul Durand-Ruel a americký obchodník s uměním Knoedler. Durand-Ruel později prodal svůj podíl na obraze Knoedlerovi a dílo bylo vystaveno na výstavě National Portrait Society na Grosvenor Square v Londýně v roce 1913. V březnu jej z této výstavy zakoupila velšská sběratelka umění Gwendoline Daviesová, odkud byl převezen do muzea Holbourne of Menstrie v Bathu. V roce 1952 byl obraz odkázán Národnímu muzeu Walesu, kde je dodnes vystaven v galerii č. 16.